# Chlorid americitý
Chlorid americitý je anorganická sloučenina s chemickým vzorcem AmCl3.

## Vlastnosti
Chlorid americitý je růžová krystalická látka. Krystalizuje v hexagonální soustavě s prostorovou grupou P63/m (číslo 176) a mřížkovými parametry a = 738 pm a c = 421 pm. V pevném stavu je každý atom americia obklopen devíti atomy chloru v přibližně stejné vzdálenosti.
Hexahydrát chloridu americitého (AmCl3·6H2O) krystalizuje v jednoklonné soustavě s prostorovou grupou P2/n (číslo 13) a parametry mřížky a = 970.2 pm, b = 656.7 pm, c = 800.9 pm a β = 93° 37'.

## Reaktivita
K separaci aktinoidů byla zkoumána metoda elektrorafinace chloridu americitého, jelikož hodnota Gibbsovy volné energie vzniku chloridu americitého je odlišná od hodnot jiných chloridů aktinoidů. To lze využít k odstranění americia z plutonia roztavením surové směsi spolu se solemi, jako chlorid sodný.